# Hortense Schneider
Catherine Jeanne Schneider, coneguda com a Hortense Schneider -La Snédèr-, fou una cantant francesa d'opereta, opéra bouffe i vodevil, nascuda el 30 d'abril de 1833 a Bordeus i morta el 6 de maig de 1920 a París, que va tenir un gran èxit sota el Segon Imperi.

## Biografia
Filla del sastre alsacià Jean Georges Schneider i la seva dona, Élisabeth Boissières, Hortense Schneider va començar a cantar als tres anys (1836), va pujar a l'escenari als dotze (1845), mentre encara continuava rebent classes de cant, i després es va unir a una petita troupe provincial.
Es va traslladar a París el 1855. Va ser per aquesta època quan va renunciar al seu primer nom original pel d'Hortense, que era el de la mare de l'emperador.
Es convertí en l'amant del cantant Jean Berthelier, que la presentà al compositor Jacques Offenbach, el qual la va contractar immediatament per als Bouffes-Parisiens, que acabaven d'obrir. Va debutar en una opereta en un acte basada en una llegenda bretona, Le Violoneux, amb llibret de Joseph Darcier i música d'Offenbach, i meresqué els elogis del diari Le Figaro.

Allà va crear llavors Tromb-al-ca-zar (1856) i La Rose de Saint-Flour (1856), també per a Offenbach, abans de ser contractada als Variétés i després al Palais-Royal, on la seva reputació va créixer ràpidament. Es va reunir amb Offenbach per a Le Brésilien, la primera col·laboració del músic amb els dramaturgs Henri Meilhac i Ludovic Halévy. Es convertí en la musa del trio i inspira els seus grans èxits al Variétés.

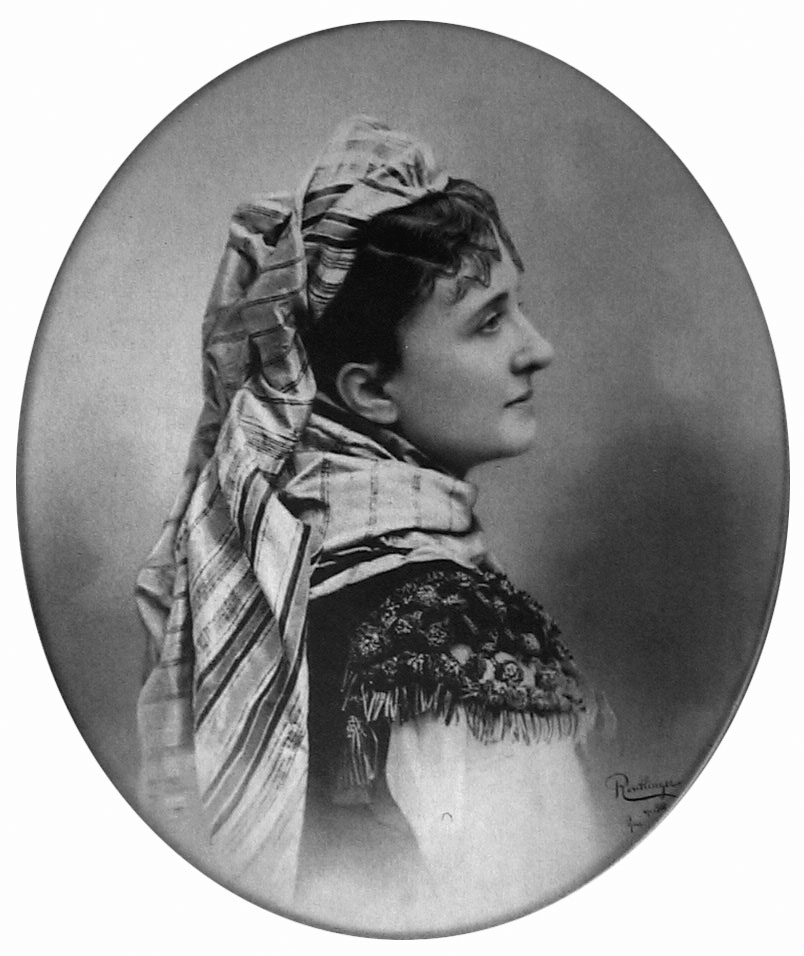
Hortense Schneider a La Périchole (1868), fotografia de Charles Reutlinger.

El 1864 va fer el paper principal a La Belle Hélène, una opereta que es mantingué en cartell durant un any i la va convertir en la reina del tot-París. Barbe-Bleue es va crear el 1866, i el 1867 es va escriure La Grande-Duchesse de Gérolstein per a l'Exposició Universal. Hortense Schneider hi va aconseguir un triomf, i tots els caps coronats del món es van aplegar a la seva llotja, l'emperador Napoleó III i el príncep de Gal·les, el tsar Alexandre II de Rússia, però també el kediv d'Egipte Ismaïl Pacha, amb qui mantenia una relació. La bellesa i el talent de l'actriu van fer de La Grande-Duchesse de Gerolstein el punt culminant de l'Exposició. Després de l'estrena i l'èxit de La Périchole (1868), els anys 1868-1869 va anar de gira per Anglaterra, Escòcia i Irlanda. L'any següent esclatava la guerra francoprussiana.

La carrera d'Hortense Schneider, que tenia gairebé quaranta anys, entrà en un cert declivi a França. No obstant això, encara apreciada a l'estranger, va ser convidada per les corts d'Europa, que van gastar fortunes per portar-la, sobretot a Rússia. Encara col·laborà amb Hervé a La Veuve du Malabar (1873) i La Belle Poule (1875), i després es va retirar definitivament, un cop mort Offenbach el 1880, per dedicar-se al seu fill. 

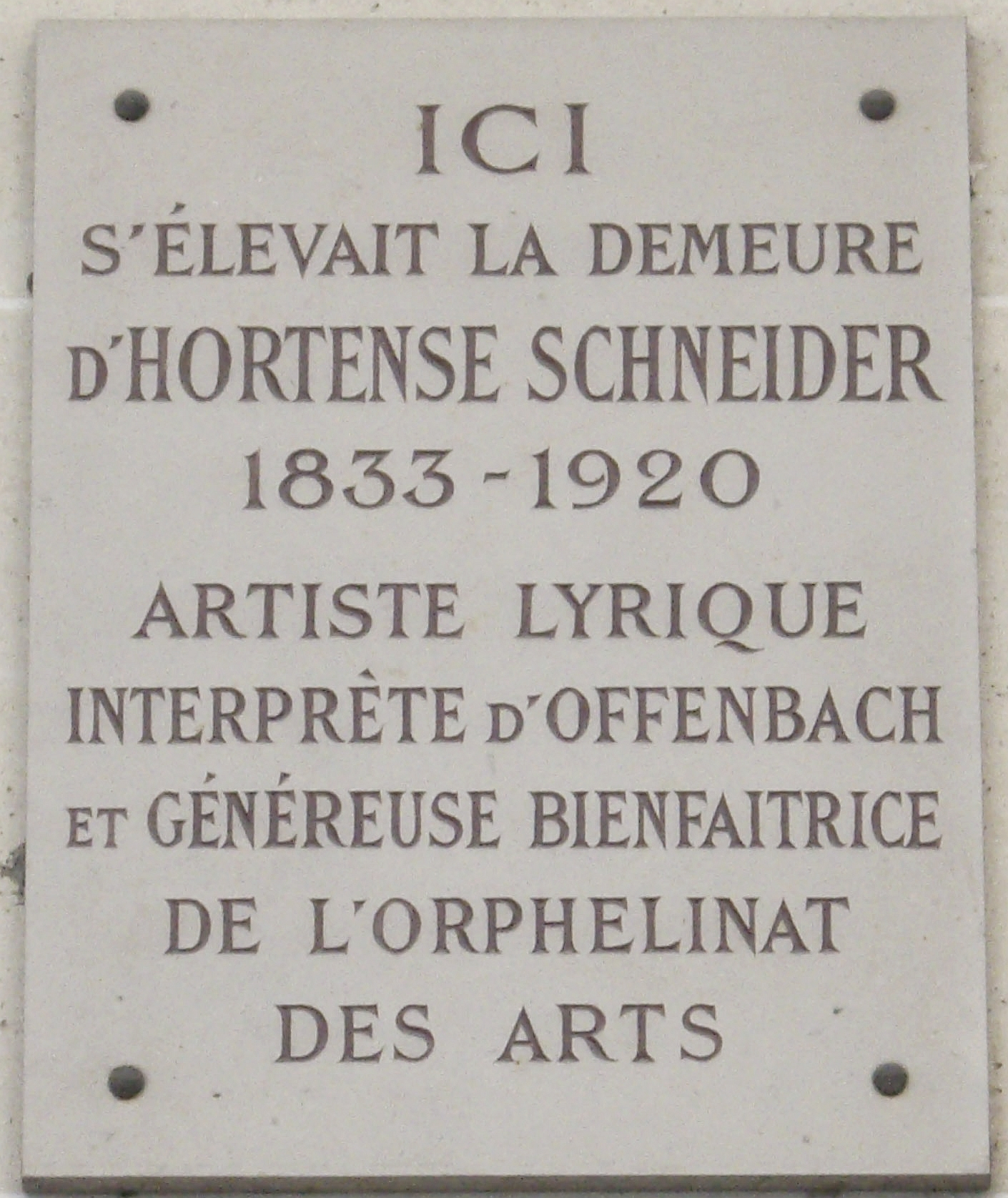
Placa commemorativa a l'Avinguda de Versalles, 123, de Paris

## Rols principals
- 1858: Le Fils de la belle au bois dormant, de Lambert-Thiboust, Paul Siraudin i Adolphe Choler, Théâtre du Palais-Royal
- 1860: La Pénélope à la mode de Caen, d' Eugène Grangé, Paul Siraudin i Lambert-Thiboust, Théâtre du Palais-Royal
- 1864: La Belle Hélène, Théâtre des Variétés
- 1866: Barbablava, Théâtre des Variétés
- 1867: La Gran Duquessa de Gérolstein, Théâtre des Variétés
- 1868: La Périchole, Théâtre des Variétés
- 1869: La Diva, Théâtre dels Bouffes-Parisiens

## Vida personal
El 1858, de la seva unió amb el duc de Gramont-Caderousse (1835-1865), va néixer un fill, André, discapacitat mental. En morir, al 1865 el duc li llegava part de la seva fortuna per mantenir el seu fill. El 1881, amb quaranta-vuit anys, es va casar amb un italià de qui se separava molt poc després del matrimoni. Va morir a París el 1920, pocs mesos després de la mort del seu fill, el 1919. Va llegar tota la seva fortuna a l'Orfenat de les Arts. És enterrada al cementiri protestant de Bordeus.